# Josef Mirovít Král
Josef Mirovít Král, vlastním jménem Josef Alois Král (16. března 1789, Semechnice – 13. února 1841, Horní Branná), byl český římskokatolický kněz, obrozenecký spisovatel, básník a překladatel.

## Život
Studoval na piaristickém gymnáziu v Litomyšli, kde absolvoval i navazující dvouleté filosofické studium, patrně i v Praze a teologii v Hradci Králové. Po kněžském svěcení, které přijal 12. srpna 1811, působil jako kaplan nejprve v Novém Hrádku, v letech 1818 až 1820 v Jilemnici a poté v Horní Branné, kde se roku 1832 stal farářem.
Přátelil se mimo jiné s Josefem Myslimírem Ludvíkem a dopisoval si například s Josefem Vojtěchem Sedláčkem OPraem a Václavem Michalem Pešinou rytířem z Čechorodu.

## Dílo
- Modlitba Páně s píseň uvedená, Josef Liboslav Ziegler, Praha 1817
- Žádost k novému roku 1818 učeným Čechům královského krajského a věnného města Kr. Hradce, Hradec Králové 1818
- Pjseň ke cti Pana Bernarda Ledwinky, sslechtice z Adlersfelsu, kragského heytmana v Králowé Hradcy, zpjwaná od posluchačů bohomluwectvj dne 30. dubna 1818, Hradec Králové 1818
- Píseň ku cti Jana Nep. hraběte z Harrachu a Rohnau, zpívaná při slavnosti dosazování duchov. pastýře Karla Káry na faru Jabloneckou dne 9. června 1820, Praha 1820
- Rozmlauwánj s Bohem, aneb, Modlitby křesťana katolického, Praha 1820
- Chwálozpěw při slawnosti udělowánj čestného od cýsařské králowské gasnosti zaslaného zlatého menssjho penjze, Panu Petrowi Frankowi, neylépe zaslauženému sskolnjmu učitelowi w Slaupě Morawském, J. G. Gastl, Brno 1821
- Cytowé radosti při druhé zwlásstnj slawnosti wljdnosti a lásky w Třebechowicých dne 10., 11. a 12. čerwence 1821, Bohumil Ház, Praha 1821
- Wypsánj žiwota swatých dwau bratřj, Biskupů a Aposstolů Crhy a Strachoty, Jan Hostivít Pospíšil, Hradec Králové 1825
- Slawowé, Praotcowé Čechů, a bytedlná sýdla gegich, Jan Hostivít Pospíšil, Hradec Králové 1825
- Průwodce po Biskupstwj Králowéhradeckém, aneb, Topografické a hystorycké popsánj wssech měst, městeček, panstwj, hradů, klássterů, statků, sýdel rytjřských, wesnic a zbořených hradů, y s památnými udalostmi gegich, w témž biskupstwj se nacházegjcých – svazek první, Jan Hostivít Pospíšil, Hradec Králové 1825
- Průwodce po Biskupstwj Králowéhradeckém, aneb, Topografické a hystorycké popsánj wssech měst, městeček, panstwj, hradů, klássterů, statků, sýdel rytjřských, wesnic a zbořených hradů, y s památnými udalostmi gegich, w témž biskupstwj se nacházegjcých – svazek druhý, Jan Hostivít Pospíšil, Hradec Králové 1826
- Průwodce po Biskupstwj Králowéhradeckém, aneb, Topografické a hystorycké popsánj wssech měst, městeček, panstwj, hradů, klássterů, statků, sýdel rytjřských, wesnic a zbořených hradů, y s památnými udalostmi gegich, w témž biskupstwj se nacházegjcých – svazek třetí, Jan Hostivít Pospíšil, Hradec Králové 1827
- Dokonalý Žák, aneb, Gak by žák w domácnosti, we sskole, w domě Božjm a při wyraženj se chowati měl, Jan Hostivít Pospíšil, Hradec Králové 1827
- Želozpěw na smrt J. N. Sedláčka z Harkenfeldu mor.-slez. w Brně gubernjálnjho rady, Jan Hostivít Pospíšil, Hradec Králové 1827
- Geden Owčinec a geden Pastýř, to gest, Řjmská, neomylná, stále trwagjcj, widitedlná, gedna, katolická, swatá Aposstolská Cjrkew Kristowa – díl první, Jan Hostivít Pospíšil, Hradec Králové 1829
- Geden Owčinec a geden Pastýř, to gest, Řjmská, neomylná, stále trwagjcj, widitedlná, gedna, katolická, swatá Aposstolská Cjrkew Kristowa – díl druhý, Jan Hostivít Pospíšil, Hradec Králové 1830
- Geden Owčinec a geden Pastýř, to gest, Řjmská, neomylná, stále trwagjcj, widitedlná, gedna, katolická, swatá Aposstolská Cjrkew Kristowa – díl třetí, Jan Hostivít Pospíšil, Hradec Králové 1830
- Geden Owčinec a geden Pastýř, to gest, Řjmská, neomylná, stále trwagjcj, widitedlná, gedna, katolická, swatá Aposstolská Cjrkew Kristowa – díl čtvrtý, Jan Hostivít Pospíšil, Hradec Králové 1831
- Citové k prvotinám kněžským Aloisia Ladislava Tanaty, projevení téhož přátely v Jilemnici, Praha 1934
- Rozmlauwánj s bohem, aneb, modlitby křesťanky katolické (2. vydání), Jan Hostivít Pospíšil, Praha 1836
- Láska k wlasti, Jaroslav Pospíšil, Praha 1846